# آلفا (تگزاس)
الفا، تگزاس (به انگلیسی: Alpha, Texas) یک سکونتگاه مسکونی در ایالات متحده آمریکا است که در شهرستان دالاس، تگزاس واقع شده‌است.

## خصوصیات
الفا ۵۰ نفر جمعیت دارد و ۱۳۴ متر بالاتر از سطح دریا واقع شده‌است.